# Vernon Dixon
Pour les articles homonymes, voir Dixon.
Vernon Dixon est un directeur artistique et un chef décorateur britannique, né en 1915 en Afrique du Sud et mort le 12 juin 2009 à Torremolinos (Andalousie).

## Biographie
Vernon Dixon fait ses premiers pas professionnels au théâtre en Angleterre, puis après la guerre, il commence à travailler pour Individual Pictures, avec L'Étrange Aventurière de Frank Launder. Mais sa première commande importante sera Les Chaussons rouges de Powell et Pressburger.
Dans les années 1950, les studios d'Hollywood commencent à venir en Espagne pour le tournage des extérieurs de leurs superproductions. Dixon y arrive avec l'équipe artistique du Jardinier espagnol de Philip Leacock. Il y revient en 1965 avec Les Centurions de Mark Robson, et c'est à cette époque qu'il découvre Torremolinos, où il s'établit définitivement à partir de 1977.

## Filmographie (sélection)
- 1946 : L'Étrange Aventurière (I See a Dark Stranger) de Frank Launder
- 1948 : Les Chaussons rouges (The Red Shoes) de Michael Powell et Emeric Pressburger
- 1953 : La Rose et l'Épée (The Sword and the Rose) de Ken Annakin
- 1954 : Le Vagabond des îles (The Beachcomber) de Muriel Box
- 1956 : Le Jardinier espagnol (The Spanish Gardener) de Philip Leacock
- 1960 : L'Enlèvement de David Balfour (Kidnapped) de Robert Stevenson
- 1960 : Ailleurs l'herbe est plus verte (The Grass Is Greener) de Stanley Donen
- 1962 : Les Enfants du capitaine Grant (In Search of the Castaways) de Robert Stevenson
- 1964 : Zoulou (Zulu) de Cyril R. Endfield
- 1966 : Les Centurions (Lost Command) de Mark Robson
- 1967 : La Comtesse de Hong-Kong (A Countess from Hong Kong) de Charlie Chaplin
- 1968 : Oliver ! de Carol Reed
- 1969 : La Bataille d'Angleterre (Battle of Britain) de Guy Hamilton
- 1970 : La Vie privée de Sherlock Holmes (The Private Life of Sherlock Holmes) de Billy Wilder
- 1971 : Nicolas et Alexandra (Nicholas and Alexandra) de Franklin J. Schaffner
- 1972 : Lady Caroline Lamb de Robert Bolt
- 1975 : Barry Lyndon de Stanley Kubrick
- 1978 : Ces garçons qui venaient du Brésil (The Boys from Brazil) de Franklin J. Schaffner
- 1981 : Rien que pour vos yeux (For Your Eyes Only) de John Glen

## Distinctions
Oscar des meilleurs décors
- en 1969 pour Oliver !
- en 1972 pour Nicolas et Alexandra
- en 1976 pour Barry Lyndon